# Faro Kê Gà
El Faro Kê Gà (en vietnamita:  Hải đăng Kê Gà) es un faro en xã Tân Thành, en la provincia de Binh Thuan en Vietnam. El faro se encuentra en la isla Bà en el Mar del Sur de China. La isla es también conocida como Kê Gàkaap. 
La torre del faro fue construida en 1897 y entró en uso en 1900. La altura de la torre es de aproximadamente 35 metros. La lámpara se encuentra a unos 65 metros sobre el nivel del mar. La lámpara tiene una potencia de 2000 W. 
La torre es ahora una atracción turística.